# Condrieu
Condrieu is een gemeente in het Franse departement Rhône (regio Auvergne-Rhône-Alpes). De plaats maakt deel uit van het arrondissement Lyon. De plaatsnaam is een verbastering van coin de ruisseau, wat 'hoek van de kreek' betekent. De gemeente is naamgever en producent van een witte wijn (Condrieu) en een kaas (Rigotte de Condrieu). Condrieu telde op 1 januari 2022 3.945 inwoners.

## Geografie
De oppervlakte van Condrieu bedroeg op 1 januari 2022 9,21 vierkante kilometer; de bevolkingsdichtheid was toen 428,3 inwoners per km². De gemeente ligt op de westelijke oever van de Rhône.

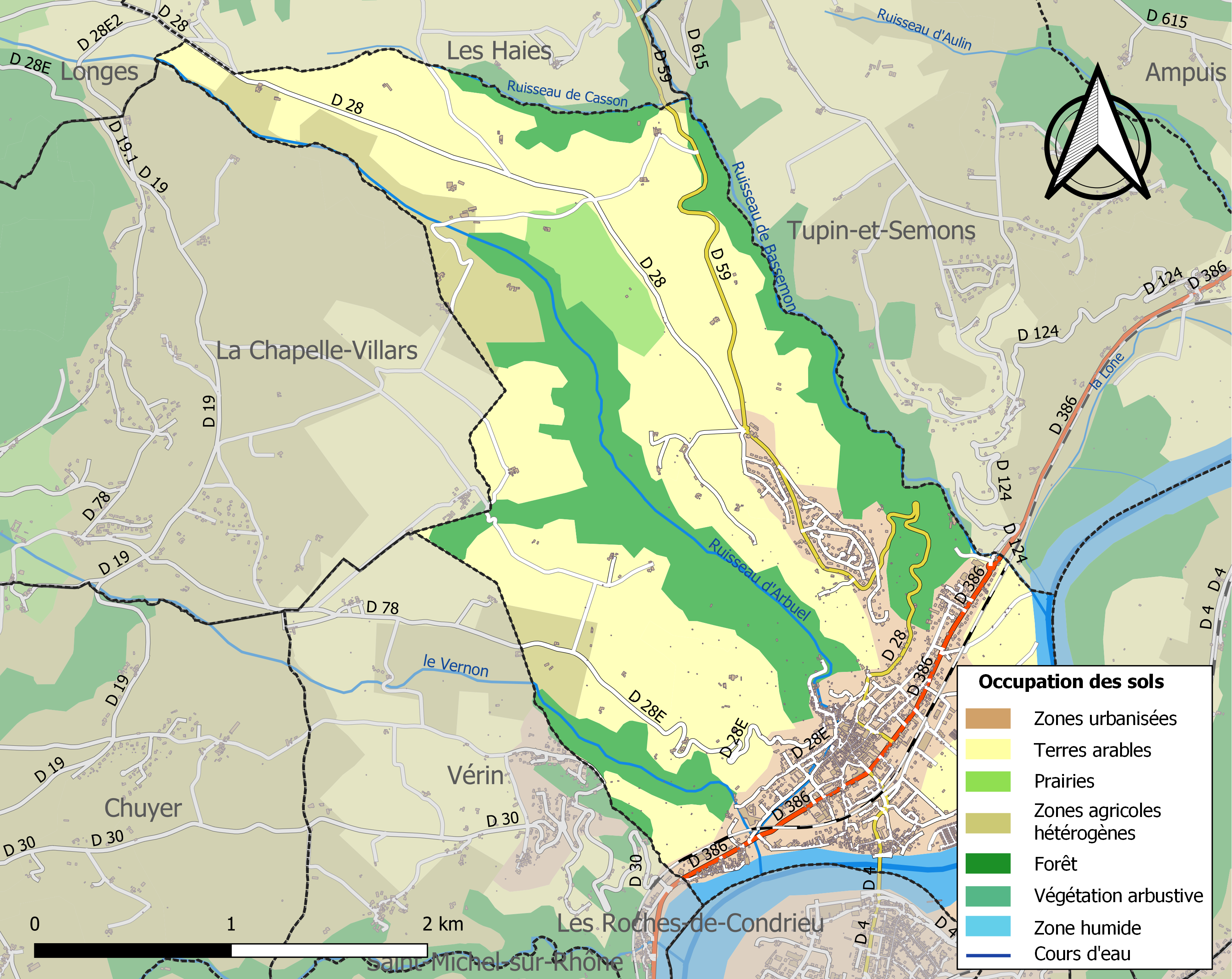
Kaart van de gemeente met de belangrijkste infrastructuur, bodemgebruik en omliggende gemeenten

## Demografie
Onderstaande figuur toont het verloop van het inwonertal (bron: INSEE-tellingen).